# Lista di asteroidi (90001-91000)
Di seguito una lista di asteroidi dal numero 90001 al 91000 con data di scoperta e scopritore.

## 90001-90100
| Nome               | Designazione provvisoria | Data di scoperta | Scopritore                  |
| ------------------ | ------------------------ | ---------------- | --------------------------- |
| 90001 -            | 2002 TV111               | 3 ottobre 2002   | LINEAR                      |
| 90002 -            | 2002 TL142               | 3 ottobre 2002   | LINEAR                      |
| 90003 -            | 2002 TP143               | 4 ottobre 2002   | LINEAR                      |
| 90004 -            | 2002 TT144               | 5 ottobre 2002   | NEAT                        |
| 90005 -            | 2002 TM156               | 5 ottobre 2002   | NEAT                        |
| 90006 -            | 2002 TU176               | 5 ottobre 2002   | LINEAR                      |
| 90007 -            | 2002 TE179               | 13 ottobre 2002  | NEAT                        |
| 90008 -            | 2002 TV185               | 4 ottobre 2002   | LINEAR                      |
| 90009 -            | 2002 TQ200               | 4 ottobre 2002   | LINEAR                      |
| 90010 -            | 2002 TS202               | 4 ottobre 2002   | LINEAR                      |
| 90011 -            | 2002 TU206               | 4 ottobre 2002   | LINEAR                      |
| 90012 -            | 2002 TA211               | 7 ottobre 2002   | LINEAR                      |
| 90013 -            | 2002 TM240               | 9 ottobre 2002   | LINEAR                      |
| 90014 -            | 2002 TO260               | 9 ottobre 2002   | LINEAR                      |
| 90015 -            | 2002 TX264               | 10 ottobre 2002  | LINEAR                      |
| 90016 -            | 2002 TY265               | 10 ottobre 2002  | LINEAR                      |
| 90017 -            | 2002 TW266               | 10 ottobre 2002  | LINEAR                      |
| 90018 -            | 2002 TP275               | 9 ottobre 2002   | LINEAR                      |
| 90019 -            | 2002 TV283               | 10 ottobre 2002  | LINEAR                      |
| 90020 -            | 2002 TV285               | 10 ottobre 2002  | LINEAR                      |
| 90021 -            | 2002 TR286               | 10 ottobre 2002  | LINEAR                      |
| 90022 Apache Point | 2002 TL371               | 10 ottobre 2002  | SDSS                        |
| 90023 -            | 2002 UP2                 | 28 ottobre 2002  | LINEAR                      |
| 90024 -            | 2002 UT7                 | 28 ottobre 2002  | NEAT                        |
| 90025 -            | 2002 UV7                 | 28 ottobre 2002  | NEAT                        |
| 90026 -            | 2002 UM8                 | 28 ottobre 2002  | NEAT                        |
| 90027 -            | 2002 UM18                | 30 ottobre 2002  | NEAT                        |
| 90028 -            | 2002 UQ20                | 28 ottobre 2002  | NEAT                        |
| 90029 -            | 2002 UY21                | 30 ottobre 2002  | NEAT                        |
| 90030 -            | 2002 UM22                | 30 ottobre 2002  | NEAT                        |
| 90031 -            | 2002 UH25                | 30 ottobre 2002  | NEAT                        |
| 90032 -            | 2002 UM28                | 30 ottobre 2002  | NEAT                        |
| 90033 -            | 2002 UT31                | 30 ottobre 2002  | NEAT                        |
| 90034 -            | 2002 UO32                | 30 ottobre 2002  | NEAT                        |
| 90035 -            | 2002 UQ34                | 31 ottobre 2002  | Uppsala-DLR Asteroid Survey |
| 90036 -            | 2002 US37                | 31 ottobre 2002  | NEAT                        |
| 90037 -            | 2002 UL41                | 31 ottobre 2002  | NEAT                        |
| 90038 -            | 2002 UY44                | 31 ottobre 2002  | LINEAR                      |
| 90039 -            | 2002 UN48                | 31 ottobre 2002  | LINEAR                      |
| 90040 -            | 2002 UN49                | 31 ottobre 2002  | LINEAR                      |
| 90041 -            | 2002 VU                  | 1 novembre 2002  | NEAT                        |
| 90042 -            | 2002 VW1                 | 1 novembre 2002  | NEAT                        |
| 90043 -            | 2002 VD2                 | 2 novembre 2002  | Spacewatch                  |
| 90044 -            | 2002 VN2                 | 2 novembre 2002  | NEAT                        |
| 90045 -            | 2002 VC6                 | 4 novembre 2002  | NEAT                        |
| 90046 -            | 2002 VF12                | 2 novembre 2002  | NEAT                        |
| 90047 -            | 2002 VT15                | 5 novembre 2002  | LINEAR                      |
| 90048 -            | 2002 VL16                | 5 novembre 2002  | LINEAR                      |
| 90049 -            | 2002 VM18                | 2 novembre 2002  | NEAT                        |
| 90050 -            | 2002 VQ23                | 5 novembre 2002  | LINEAR                      |
| 90051 -            | 2002 VN25                | 5 novembre 2002  | LINEAR                      |
| 90052 -            | 2002 VA27                | 5 novembre 2002  | LINEAR                      |
| 90053 -            | 2002 VL28                | 5 novembre 2002  | LONEOS                      |
| 90054 -            | 2002 VC31                | 5 novembre 2002  | LINEAR                      |
| 90055 -            | 2002 VY36                | 2 novembre 2002  | NEAT                        |
| 90056 -            | 2002 VP38                | 5 novembre 2002  | LINEAR                      |
| 90057 -            | 2002 VH48                | 5 novembre 2002  | LINEAR                      |
| 90058 -            | 2002 VC54                | 6 novembre 2002  | LINEAR                      |
| 90059 -            | 2002 VW56                | 6 novembre 2002  | LINEAR                      |
| 90060 -            | 2002 VR62                | 5 novembre 2002  | LONEOS                      |
| 90061 -            | 2002 VK63                | 6 novembre 2002  | LONEOS                      |
| 90062 -            | 2002 VQ64                | 7 novembre 2002  | LONEOS                      |
| 90063 -            | 2002 VW64                | 7 novembre 2002  | LINEAR                      |
| 90064 -            | 2002 VV65                | 7 novembre 2002  | LONEOS                      |
| 90065 -            | 2002 VQ74                | 7 novembre 2002  | LINEAR                      |
| 90066 -            | 2002 VF76                | 7 novembre 2002  | LINEAR                      |
| 90067 -            | 2002 VS76                | 7 novembre 2002  | LINEAR                      |
| 90068 -            | 2002 VV77                | 7 novembre 2002  | LINEAR                      |
| 90069 -            | 2002 VK79                | 7 novembre 2002  | LINEAR                      |
| 90070 -            | 2002 VN79                | 7 novembre 2002  | LINEAR                      |
| 90071 -            | 2002 VJ81                | 7 novembre 2002  | LINEAR                      |
| 90072 -            | 2002 VV81                | 7 novembre 2002  | LINEAR                      |
| 90073 -            | 2002 VH83                | 7 novembre 2002  | LINEAR                      |
| 90074 -            | 2002 VK84                | 7 novembre 2002  | LINEAR                      |
| 90075 -            | 2002 VU94                | 13 novembre 2002 | NEAT                        |
| 90076 -            | 2002 VS95                | 11 novembre 2002 | LONEOS                      |
| 90077 -            | 2002 VS96                | 11 novembre 2002 | LINEAR                      |
| 90078 -            | 2002 VX97                | 12 novembre 2002 | LINEAR                      |
| 90079 -            | 2002 VN105               | 12 novembre 2002 | LINEAR                      |
| 90080 -            | 2002 VW107               | 12 novembre 2002 | LINEAR                      |
| 90081 -            | 2002 VS109               | 12 novembre 2002 | LINEAR                      |
| 90082 -            | 2002 VO114               | 13 novembre 2002 | NEAT                        |
| 90083 -            | 2002 VB115               | 11 novembre 2002 | LONEOS                      |
| 90084 -            | 2002 VC116               | 11 novembre 2002 | LINEAR                      |
| 90085 -            | 2002 VE118               | 14 novembre 2002 | NEAT                        |
| 90086 -            | 2002 VL135               | 7 novembre 2002  | LINEAR                      |
| 90087 -            | 2002 WS2                 | 23 novembre 2002 | NEAT                        |
| 90088 -            | 2002 WP6                 | 24 novembre 2002 | NEAT                        |
| 90089 -            | 2002 WH12                | 27 novembre 2002 | LONEOS                      |
| 90090 -            | 2002 WK14                | 28 novembre 2002 | LONEOS                      |
| 90091 -            | 2002 XG2                 | 1 dicembre 2002  | LINEAR                      |
| 90092 -            | 2002 XM4                 | 1 dicembre 2002  | NEAT                        |
| 90093 -            | 2002 XS5                 | 1 dicembre 2002  | LINEAR                      |
| 90094 -            | 2002 XV5                 | 1 dicembre 2002  | LINEAR                      |
| 90095 -            | 2002 XB7                 | 2 dicembre 2002  | LINEAR                      |
| 90096 -            | 2002 XO9                 | 2 dicembre 2002  | LINEAR                      |
| 90097 -            | 2002 XU9                 | 2 dicembre 2002  | LINEAR                      |
| 90098 -            | 2002 XV9                 | 2 dicembre 2002  | LINEAR                      |
| 90099 -            | 2002 XL10                | 2 dicembre 2002  | NEAT                        |
| 90100 -            | 2002 XP13                | 3 dicembre 2002  | NEAT                        |

## 90101-90200
| Nome              | Designazione provvisoria | Data di scoperta | Scopritore     |
| ----------------- | ------------------------ | ---------------- | -------------- |
| 90101 -           | 2002 XG21                | 2 dicembre 2002  | LINEAR         |
| 90102 -           | 2002 XQ21                | 2 dicembre 2002  | LINEAR         |
| 90103 -           | 2002 XK25                | 5 dicembre 2002  | LINEAR         |
| 90104 -           | 2002 XE29                | 5 dicembre 2002  | Spacewatch     |
| 90105 -           | 2002 XF33                | 6 dicembre 2002  | NEAT           |
| 90106 -           | 2002 XY33                | 5 dicembre 2002  | LINEAR         |
| 90107 -           | 2002 XJ34                | 5 dicembre 2002  | LINEAR         |
| 90108 -           | 2002 XB35                | 6 dicembre 2002  | NEAT           |
| 90109 -           | 2002 XR39                | 9 dicembre 2002  | W. K. Y. Yeung |
| 90110 -           | 2002 XH44                | 6 dicembre 2002  | LINEAR         |
| 90111 -           | 2002 XJ44                | 6 dicembre 2002  | LINEAR         |
| 90112 -           | 2002 XZ44                | 7 dicembre 2002  | Spacewatch     |
| 90113 -           | 2002 XG52                | 10 dicembre 2002 | LINEAR         |
| 90114 -           | 2002 XU52                | 10 dicembre 2002 | LINEAR         |
| 90115 -           | 2002 XJ54                | 10 dicembre 2002 | NEAT           |
| 90116 -           | 2002 XY59                | 10 dicembre 2002 | LINEAR         |
| 90117 -           | 2002 XG60                | 10 dicembre 2002 | LINEAR         |
| 90118 -           | 2002 XY60                | 10 dicembre 2002 | LINEAR         |
| 90119 -           | 2002 XV65                | 12 dicembre 2002 | LINEAR         |
| 90120 -           | 2002 XG71                | 10 dicembre 2002 | LINEAR         |
| 90121 -           | 2002 XO72                | 11 dicembre 2002 | LINEAR         |
| 90122 -           | 2002 XO73                | 11 dicembre 2002 | LINEAR         |
| 90123 -           | 2002 XO76                | 11 dicembre 2002 | LINEAR         |
| 90124 -           | 2002 XJ80                | 11 dicembre 2002 | LINEAR         |
| 90125 Chrissquire | 2002 XR80                | 11 dicembre 2002 | LINEAR         |
| 90126 -           | 2002 XC81                | 11 dicembre 2002 | LINEAR         |
| 90127 -           | 2002 XE81                | 11 dicembre 2002 | LINEAR         |
| 90128 -           | 2002 XL81                | 11 dicembre 2002 | LINEAR         |
| 90129 -           | 2002 XQ81                | 11 dicembre 2002 | LINEAR         |
| 90130 -           | 2002 XK82                | 11 dicembre 2002 | LINEAR         |
| 90131 -           | 2002 XB85                | 11 dicembre 2002 | LINEAR         |
| 90132 -           | 2002 XY85                | 11 dicembre 2002 | LINEAR         |
| 90133 -           | 2002 XV86                | 11 dicembre 2002 | LINEAR         |
| 90134 -           | 2002 XZ95                | 5 dicembre 2002  | LINEAR         |
| 90135 -           | 2002 XH105               | 5 dicembre 2002  | LINEAR         |
| 90136 -           | 2002 XO105               | 5 dicembre 2002  | LINEAR         |
| 90137 -           | 2002 XK112               | 6 dicembre 2002  | LINEAR         |
| 90138 Diehl       | 2002 YD                  | 25 dicembre 2002 | B. L. Stevens  |
| 90139 -           | 2002 YA1                 | 27 dicembre 2002 | LONEOS         |
| 90140 Gómezdonet  | 2002 YK2                 | 28 dicembre 2002 | Pla D'Arguines |
| 90141 -           | 2002 YO3                 | 28 dicembre 2002 | LONEOS         |
| 90142 -           | 2002 YS5                 | 27 dicembre 2002 | LONEOS         |
| 90143 -           | 2002 YS6                 | 28 dicembre 2002 | LONEOS         |
| 90144 -           | 2002 YX6                 | 28 dicembre 2002 | LINEAR         |
| 90145 -           | 2002 YA9                 | 31 dicembre 2002 | LINEAR         |
| 90146 -           | 2002 YZ9                 | 31 dicembre 2002 | LINEAR         |
| 90147 -           | 2002 YK14                | 31 dicembre 2002 | LINEAR         |
| 90148 -           | 2002 YL14                | 31 dicembre 2002 | LINEAR         |
| 90149 -           | 2002 YX16                | 31 dicembre 2002 | LINEAR         |
| 90150 -           | 2002 YP17                | 31 dicembre 2002 | LINEAR         |
| 90151 -           | 2002 YQ20                | 31 dicembre 2002 | LINEAR         |
| 90152 -           | 2002 YV20                | 31 dicembre 2002 | LINEAR         |
| 90153 -           | 2002 YW23                | 31 dicembre 2002 | LINEAR         |
| 90154 -           | 2002 YL24                | 31 dicembre 2002 | LINEAR         |
| 90155 -           | 2002 YW25                | 31 dicembre 2002 | LINEAR         |
| 90156 -           | 2002 YS29                | 31 dicembre 2002 | LINEAR         |
| 90157 -           | 2002 YH30                | 31 dicembre 2002 | LINEAR         |
| 90158 -           | 2002 YL30                | 31 dicembre 2002 | LINEAR         |
| 90159 -           | 2002 YZ30                | 31 dicembre 2002 | LINEAR         |
| 90160 -           | 2002 YB33                | 29 dicembre 2002 | LINEAR         |
| 90161 -           | 2002 YM34                | 31 dicembre 2002 | LINEAR         |
| 90162 -           | 2003 AO3                 | 1 gennaio 2003   | LINEAR         |
| 90163 -           | 2003 AS5                 | 1 gennaio 2003   | LINEAR         |
| 90164 -           | 2003 AD6                 | 1 gennaio 2003   | LINEAR         |
| 90165 -           | 2003 AK6                 | 1 gennaio 2003   | LINEAR         |
| 90166 -           | 2003 AR6                 | 1 gennaio 2003   | LINEAR         |
| 90167 -           | 2003 AK8                 | 3 gennaio 2003   | R. Clingan     |
| 90168 -           | 2003 AM11                | 1 gennaio 2003   | LINEAR         |
| 90169 -           | 2003 AF12                | 1 gennaio 2003   | LINEAR         |
| 90170 -           | 2003 AY12                | 1 gennaio 2003   | LINEAR         |
| 90171 -           | 2003 AC14                | 1 gennaio 2003   | LINEAR         |
| 90172 -           | 2003 AM14                | 2 gennaio 2003   | LINEAR         |
| 90173 -           | 2003 AF17                | 5 gennaio 2003   | LINEAR         |
| 90174 -           | 2003 AK19                | 5 gennaio 2003   | LINEAR         |
| 90175 -           | 2003 AY21                | 5 gennaio 2003   | LINEAR         |
| 90176 -           | 2003 AK24                | 4 gennaio 2003   | LINEAR         |
| 90177 -           | 2003 AK25                | 4 gennaio 2003   | LINEAR         |
| 90178 -           | 2003 AG27                | 4 gennaio 2003   | LINEAR         |
| 90179 -           | 2003 AE28                | 4 gennaio 2003   | LINEAR         |
| 90180 -           | 2003 AT28                | 4 gennaio 2003   | LINEAR         |
| 90181 -           | 2003 AS29                | 4 gennaio 2003   | LINEAR         |
| 90182 -           | 2003 AY29                | 4 gennaio 2003   | LINEAR         |
| 90183 -           | 2003 AB31                | 4 gennaio 2003   | LINEAR         |
| 90184 -           | 2003 AS33                | 5 gennaio 2003   | LINEAR         |
| 90185 -           | 2003 AC36                | 7 gennaio 2003   | LINEAR         |
| 90186 -           | 2003 AV36                | 7 gennaio 2003   | LINEAR         |
| 90187 -           | 2003 AF37                | 7 gennaio 2003   | LINEAR         |
| 90188 -           | 2003 AY38                | 7 gennaio 2003   | LINEAR         |
| 90189 -           | 2003 AS40                | 7 gennaio 2003   | LINEAR         |
| 90190 -           | 2003 AB41                | 7 gennaio 2003   | LINEAR         |
| 90191 -           | 2003 AC41                | 7 gennaio 2003   | LINEAR         |
| 90192 -           | 2003 AZ41                | 7 gennaio 2003   | LINEAR         |
| 90193 -           | 2003 AZ50                | 5 gennaio 2003   | LINEAR         |
| 90194 -           | 2003 AP54                | 5 gennaio 2003   | LINEAR         |
| 90195 -           | 2003 AQ54                | 5 gennaio 2003   | LINEAR         |
| 90196 -           | 2003 AQ55                | 5 gennaio 2003   | LINEAR         |
| 90197 -           | 2003 AW58                | 5 gennaio 2003   | LINEAR         |
| 90198 -           | 2003 AK59                | 5 gennaio 2003   | LINEAR         |
| 90199 -           | 2003 AY62                | 8 gennaio 2003   | LINEAR         |
| 90200 -           | 2003 AO63                | 8 gennaio 2003   | LINEAR         |

## 90201-90300
| Nome             | Designazione provvisoria | Data di scoperta | Scopritore                 |
| ---------------- | ------------------------ | ---------------- | -------------------------- |
| 90201 -          | 2003 AW64                | 7 gennaio 2003   | LINEAR                     |
| 90202 -          | 2003 AU65                | 7 gennaio 2003   | LINEAR                     |
| 90203 -          | 2003 AY68                | 9 gennaio 2003   | LINEAR                     |
| 90204 -          | 2003 AV70                | 10 gennaio 2003  | LINEAR                     |
| 90205 -          | 2003 AV71                | 6 gennaio 2003   | Needville                  |
| 90206 -          | 2003 AO72                | 11 gennaio 2003  | LINEAR                     |
| 90207 -          | 2003 AB74                | 10 gennaio 2003  | LINEAR                     |
| 90208 -          | 2003 AP76                | 10 gennaio 2003  | LINEAR                     |
| 90209 -          | 2003 AM78                | 10 gennaio 2003  | LINEAR                     |
| 90210 -          | 2003 AT79                | 11 gennaio 2003  | LINEAR                     |
| 90211 -          | 2003 AO80                | 10 gennaio 2003  | LINEAR                     |
| 90212 -          | 2003 AU80                | 12 gennaio 2003  | LINEAR                     |
| 90213 -          | 2003 AH81                | 10 gennaio 2003  | LINEAR                     |
| 90214 -          | 2003 AP81                | 10 gennaio 2003  | LINEAR                     |
| 90215 -          | 2003 AC82                | 12 gennaio 2003  | LONEOS                     |
| 90216 -          | 2003 AS85                | 11 gennaio 2003  | NEAT                       |
| 90217 -          | 2003 AH87                | 1 gennaio 2003   | LINEAR                     |
| 90218 -          | 2003 BC                  | 16 gennaio 2003  | LONEOS                     |
| 90219 -          | 2003 BC2                 | 25 gennaio 2003  | LONEOS                     |
| 90220 -          | 2003 BQ2                 | 26 gennaio 2003  | NEAT                       |
| 90221 -          | 2003 BF8                 | 26 gennaio 2003  | LONEOS                     |
| 90222 -          | 2003 BD11                | 26 gennaio 2003  | LONEOS                     |
| 90223 -          | 2003 BD13                | 26 gennaio 2003  | LONEOS                     |
| 90224 -          | 2003 BB14                | 26 gennaio 2003  | NEAT                       |
| 90225 -          | 2003 BH14                | 26 gennaio 2003  | NEAT                       |
| 90226 Byronsmith | 2003 BS15                | 26 gennaio 2003  | LONEOS                     |
| 90227 -          | 2003 BM19                | 26 gennaio 2003  | LONEOS                     |
| 90228 -          | 2003 BN19                | 26 gennaio 2003  | LONEOS                     |
| 90229 -          | 2003 BV20                | 27 gennaio 2003  | NEAT                       |
| 90230 -          | 2003 BO24                | 25 gennaio 2003  | NEAT                       |
| 90231 -          | 2003 BJ25                | 25 gennaio 2003  | NEAT                       |
| 90232 -          | 2003 BD27                | 26 gennaio 2003  | LONEOS                     |
| 90233 -          | 2003 BG27                | 26 gennaio 2003  | LONEOS                     |
| 90234 -          | 2003 BP33                | 27 gennaio 2003  | NEAT                       |
| 90235 -          | 2003 BF35                | 27 gennaio 2003  | LINEAR                     |
| 90236 -          | 2003 BL43                | 27 gennaio 2003  | LINEAR                     |
| 90237 -          | 2003 BR44                | 27 gennaio 2003  | LINEAR                     |
| 90238 -          | 2003 BZ44                | 27 gennaio 2003  | NEAT                       |
| 90239 -          | 2003 BF47                | 29 gennaio 2003  | NEAT                       |
| 90240 -          | 2003 BH48                | 27 gennaio 2003  | LINEAR                     |
| 90241 -          | 2003 BG49                | 26 gennaio 2003  | NEAT                       |
| 90242 -          | 2003 BF52                | 27 gennaio 2003  | LINEAR                     |
| 90243 -          | 2003 BZ53                | 27 gennaio 2003  | LINEAR                     |
| 90244 -          | 2003 BA59                | 27 gennaio 2003  | LINEAR                     |
| 90245 -          | 2003 BD60                | 27 gennaio 2003  | LINEAR                     |
| 90246 -          | 2003 BP61                | 27 gennaio 2003  | NEAT                       |
| 90247 -          | 2003 BQ61                | 27 gennaio 2003  | NEAT                       |
| 90248 -          | 2003 BO63                | 28 gennaio 2003  | Spacewatch                 |
| 90249 -          | 2003 BU63                | 28 gennaio 2003  | NEAT                       |
| 90250 -          | 2003 BY63                | 28 gennaio 2003  | Spacewatch                 |
| 90251 -          | 2003 BA64                | 28 gennaio 2003  | NEAT                       |
| 90252 -          | 2003 BA66                | 30 gennaio 2003  | Spacewatch                 |
| 90253 -          | 2003 BT66                | 30 gennaio 2003  | LONEOS                     |
| 90254 -          | 2003 BN68                | 28 gennaio 2003  | LINEAR                     |
| 90255 -          | 2003 BM69                | 30 gennaio 2003  | LONEOS                     |
| 90256 -          | 2003 BQ72                | 28 gennaio 2003  | LINEAR                     |
| 90257 -          | 2003 BS72                | 28 gennaio 2003  | NEAT                       |
| 90258 -          | 2003 BJ80                | 31 gennaio 2003  | LONEOS                     |
| 90259 -          | 2003 BU81                | 31 gennaio 2003  | LONEOS                     |
| 90260 -          | 2003 BC83                | 31 gennaio 2003  | LINEAR                     |
| 90261 -          | 2003 BG83                | 31 gennaio 2003  | LINEAR                     |
| 90262 -          | 2003 BH87                | 26 gennaio 2003  | Spacewatch                 |
| 90263 -          | 2003 CO                  | 1 febbraio 2003  | LONEOS                     |
| 90264 -          | 2003 CC1                 | 1 febbraio 2003  | LINEAR                     |
| 90265 -          | 2003 CL5                 | 1 febbraio 2003  | LINEAR                     |
| 90266 -          | 2003 CM5                 | 1 febbraio 2003  | LINEAR                     |
| 90267 -          | 2003 CW6                 | 1 febbraio 2003  | LINEAR                     |
| 90268 -          | 2003 CT8                 | 1 febbraio 2003  | NEAT                       |
| 90269 -          | 2003 CD9                 | 2 febbraio 2003  | LINEAR                     |
| 90270 -          | 2003 CX9                 | 2 febbraio 2003  | LINEAR                     |
| 90271 -          | 2003 CD10                | 2 febbraio 2003  | NEAT                       |
| 90272 -          | 2003 CM16                | 7 febbraio 2003  | W. K. Y. Yeung             |
| 90273 -          | 2003 CC19                | 8 febbraio 2003  | LONEOS                     |
| 90274 -          | 2003 CH20                | 9 febbraio 2003  | NEAT                       |
| 90275 -          | 2003 DM                  | 19 febbraio 2003 | NEAT                       |
| 90276 -          | 2003 DE2                 | 22 febbraio 2003 | W. K. Y. Yeung             |
| 90277 -          | 2003 DS7                 | 22 febbraio 2003 | NEAT                       |
| 90278 Caprese    | 2003 DH9                 | 24 febbraio 2003 | CINEOS                     |
| 90279 Devětsil   | 2003 DL10                | 26 febbraio 2003 | Kleť                       |
| 90280 -          | 2003 DY10                | 26 febbraio 2003 | LINEAR                     |
| 90281 -          | 2003 DQ15                | 27 febbraio 2003 | NEAT                       |
| 90282 -          | 2003 DS20                | 22 febbraio 2003 | NEAT                       |
| 90283 -          | 2003 DH22                | 28 febbraio 2003 | LINEAR                     |
| 90284 -          | 2003 EO8                 | 6 marzo 2003     | LONEOS                     |
| 90285 -          | 2003 EV9                 | 6 marzo 2003     | LONEOS                     |
| 90286 -          | 2003 EB11                | 6 marzo 2003     | LINEAR                     |
| 90287 -          | 2003 EV12                | 6 marzo 2003     | LINEAR                     |
| 90288 Dalleave   | 2003 ET17                | 6 marzo 2003     | Asiago-DLR Asteroid Survey |
| 90289 -          | 2003 EB20                | 6 marzo 2003     | LONEOS                     |
| 90290 -          | 2003 EX20                | 6 marzo 2003     | LONEOS                     |
| 90291 -          | 2003 EL21                | 6 marzo 2003     | LONEOS                     |
| 90292 -          | 2003 EN21                | 6 marzo 2003     | LONEOS                     |
| 90293 -          | 2003 EH22                | 6 marzo 2003     | LINEAR                     |
| 90294 -          | 2003 EX26                | 6 marzo 2003     | LONEOS                     |
| 90295 -          | 2003 ES28                | 6 marzo 2003     | LINEAR                     |
| 90296 -          | 2003 EY29                | 6 marzo 2003     | LINEAR                     |
| 90297 -          | 2003 EL31                | 7 marzo 2003     | LONEOS                     |
| 90298 -          | 2003 EA32                | 7 marzo 2003     | LINEAR                     |
| 90299 -          | 2003 ED34                | 7 marzo 2003     | LINEAR                     |
| 90300 -          | 2003 EJ40                | 8 marzo 2003     | LINEAR                     |

## 90301-90400
| Nome                  | Designazione provvisoria | Data di scoperta  | Scopritore                                 |
| --------------------- | ------------------------ | ----------------- | ------------------------------------------ |
| 90301 -               | 2003 EN45                | 7 marzo 2003      | LINEAR                                     |
| 90302 -               | 2003 EJ48                | 9 marzo 2003      | LONEOS                                     |
| 90303 -               | 2003 EL49                | 10 marzo 2003     | LONEOS                                     |
| 90304 -               | 2003 EM53                | 9 marzo 2003      | LINEAR                                     |
| 90305 -               | 2003 FX                  | 21 marzo 2003     | NEAT                                       |
| 90306 -               | 2003 FO4                 | 26 marzo 2003     | LINEAR                                     |
| 90307 -               | 2003 FB10                | 23 marzo 2003     | Spacewatch                                 |
| 90308 Johney          | 2003 FV14                | 23 marzo 2003     | CSS                                        |
| 90309 -               | 2003 FZ15                | 23 marzo 2003     | NEAT                                       |
| 90310 -               | 2003 FH16                | 23 marzo 2003     | NEAT                                       |
| 90311 -               | 2003 FM19                | 25 marzo 2003     | NEAT                                       |
| 90312 -               | 2003 FL22                | 25 marzo 2003     | Spacewatch                                 |
| 90313 -               | 2003 FY23                | 23 marzo 2003     | Spacewatch                                 |
| 90314 -               | 2003 FL36                | 23 marzo 2003     | Spacewatch                                 |
| 90315 -               | 2003 FK37                | 23 marzo 2003     | Spacewatch                                 |
| 90316 -               | 2003 FZ38                | 23 marzo 2003     | NEAT                                       |
| 90317 Williamcutlip   | 2003 FZ42                | 23 marzo 2003     | CSS                                        |
| 90318 -               | 2003 FO49                | 24 marzo 2003     | NEAT                                       |
| 90319 -               | 2003 FO50                | 25 marzo 2003     | NEAT                                       |
| 90320 -               | 2003 FK63                | 26 marzo 2003     | NEAT                                       |
| 90321 -               | 2003 FZ67                | 26 marzo 2003     | Spacewatch                                 |
| 90322 -               | 2003 FR70                | 26 marzo 2003     | Spacewatch                                 |
| 90323 -               | 2003 FV72                | 26 marzo 2003     | NEAT                                       |
| 90324 -               | 2003 FL74                | 26 marzo 2003     | NEAT                                       |
| 90325 -               | 2003 FW76                | 27 marzo 2003     | NEAT                                       |
| 90326 -               | 2003 FA79                | 27 marzo 2003     | Spacewatch                                 |
| 90327 -               | 2003 FO83                | 27 marzo 2003     | NEAT                                       |
| 90328 Haryou          | 2003 FQ85                | 28 marzo 2003     | CSS                                        |
| 90329 -               | 2003 FY87                | 28 marzo 2003     | Spacewatch                                 |
| 90330 -               | 2003 FT90                | 29 marzo 2003     | LONEOS                                     |
| 90331 -               | 2003 FT91                | 29 marzo 2003     | LONEOS                                     |
| 90332 -               | 2003 FH92                | 29 marzo 2003     | LONEOS                                     |
| 90333 -               | 2003 FW92                | 29 marzo 2003     | LONEOS                                     |
| 90334 -               | 2003 FC94                | 29 marzo 2003     | LINEAR                                     |
| 90335 -               | 2003 FD96                | 30 marzo 2003     | LONEOS                                     |
| 90336 -               | 2003 FP97                | 30 marzo 2003     | Spacewatch                                 |
| 90337 -               | 2003 FQ97                | 30 marzo 2003     | LONEOS                                     |
| 90338 -               | 2003 FH102               | 31 marzo 2003     | LONEOS                                     |
| 90339 -               | 2003 FF104               | 25 marzo 2003     | Spacewatch                                 |
| 90340 -               | 2003 FQ106               | 27 marzo 2003     | LONEOS                                     |
| 90341 -               | 2003 GT5                 | 1 aprile 2003     | LINEAR                                     |
| 90342 -               | 2003 GQ6                 | 2 aprile 2003     | NEAT                                       |
| 90343 -               | 2003 GO8                 | 3 aprile 2003     | LONEOS                                     |
| 90344 -               | 2003 GA9                 | 1 aprile 2003     | LINEAR                                     |
| 90345 -               | 2003 GC14                | 1 aprile 2003     | LINEAR                                     |
| 90346 -               | 2003 GP15                | 3 aprile 2003     | LONEOS                                     |
| 90347 -               | 2003 GF35                | 8 aprile 2003     | LINEAR                                     |
| 90348 -               | 2003 GA36                | 5 aprile 2003     | LONEOS                                     |
| 90349 -               | 2003 GV39                | 8 aprile 2003     | LINEAR                                     |
| 90350 -               | 2003 GO42                | 6 aprile 2003     | LONEOS                                     |
| 90351 -               | 2003 GW42                | 9 aprile 2003     | NEAT                                       |
| 90352 -               | 2003 GK49                | 8 aprile 2003     | LINEAR                                     |
| 90353 -               | 2003 GC50                | 7 aprile 2003     | LINEAR                                     |
| 90354 -               | 2003 GD50                | 7 aprile 2003     | LINEAR                                     |
| 90355 -               | 2003 HC12                | 25 aprile 2003    | LONEOS                                     |
| 90356 -               | 2003 HW12                | 24 aprile 2003    | Spacewatch                                 |
| 90357 -               | 2003 HC20                | 26 aprile 2003    | NEAT                                       |
| 90358 -               | 2003 HP26                | 27 aprile 2003    | LINEAR                                     |
| 90359 -               | 2003 HY31                | 28 aprile 2003    | LINEAR                                     |
| 90360 -               | 2003 HJ43                | 29 aprile 2003    | LINEAR                                     |
| 90361 -               | 2003 HY48                | 30 aprile 2003    | LINEAR                                     |
| 90362 -               | 2003 HZ51                | 30 aprile 2003    | Spacewatch                                 |
| 90363 -               | 2003 HH52                | 30 aprile 2003    | NEAT                                       |
| 90364 -               | 2003 JS7                 | 2 maggio 2003     | LINEAR                                     |
| 90365 -               | 2003 JL10                | 2 maggio 2003     | LINEAR                                     |
| 90366 -               | 2003 JJ13                | 5 maggio 2003     | LONEOS                                     |
| 90367 -               | 2003 LC5                 | 6 giugno 2003     | LINEAR                                     |
| 90368 -               | 2003 MG                  | 19 giugno 2003    | J. Broughton                               |
| 90369 -               | 2003 MN1                 | 23 giugno 2003    | LINEAR                                     |
| 90370 Jókaimór        | 2003 NY5                 | 7 luglio 2003     | Piszkéstető, K. Sárneczky, B. Sipőcz       |
| 90371 -               | 2003 PV7                 | 2 agosto 2003     | NEAT                                       |
| 90372 -               | 2003 QR88                | 25 agosto 2003    | LINEAR                                     |
| 90373 -               | 2003 SZ219               | 28 settembre 2003 | LINEAR                                     |
| 90374 -               | 2003 UO60                | 17 ottobre 2003   | LONEOS                                     |
| 90375 -               | 2003 UX257               | 25 ottobre 2003   | LINEAR                                     |
| 90376 Kossuth         | 2003 VL                  | 5 novembre 2003   | Piszkéstető, K. Sárneczky, Sz. Mészáros    |
| 90377 Sedna           | 2003 VB12                | 14 novembre 2003  | M. E. Brown, C. A. Trujillo, D. Rabinowitz |
| 90378 -               | 2003 WL23                | 18 novembre 2003  | Spacewatch                                 |
| 90379 -               | 2003 WO56                | 20 novembre 2003  | Spacewatch                                 |
| 90380 -               | 2003 WX68                | 19 novembre 2003  | Spacewatch                                 |
| 90381 -               | 2003 WA69                | 19 novembre 2003  | Spacewatch                                 |
| 90382 -               | 2003 WL73                | 20 novembre 2003  | LINEAR                                     |
| 90383 Johnloiacono    | 2003 WN89                | 16 novembre 2003  | CSS                                        |
| 90384 -               | 2003 WV112               | 20 novembre 2003  | LINEAR                                     |
| 90385 -               | 2003 WU121               | 20 novembre 2003  | LINEAR                                     |
| 90386 -               | 2003 WO126               | 20 novembre 2003  | LINEAR                                     |
| 90387 -               | 2003 WY140               | 21 novembre 2003  | LINEAR                                     |
| 90388 Philchristensen | 2003 WY152               | 24 novembre 2003  | CSS                                        |
| 90389 -               | 2003 WQ153               | 28 novembre 2003  | LONEOS                                     |
| 90390 -               | 2003 XH5                 | 1 dicembre 2003   | Spacewatch                                 |
| 90391 -               | 2003 XM7                 | 1 dicembre 2003   | LINEAR                                     |
| 90392 -               | 2003 XB12                | 14 dicembre 2003  | LINEAR                                     |
| 90393 -               | 2003 XD14                | 15 dicembre 2003  | LINEAR                                     |
| 90394 -               | 2003 XK14                | 15 dicembre 2003  | LINEAR                                     |
| 90395 -               | 2003 XD15                | 1 dicembre 2003   | LINEAR                                     |
| 90396 Franklopez      | 2003 YA4                 | 16 dicembre 2003  | CSS                                        |
| 90397 Rasch           | 2003 YW4                 | 16 dicembre 2003  | CSS                                        |
| 90398 -               | 2003 YA16                | 17 dicembre 2003  | LONEOS                                     |
| 90399 -               | 2003 YN16                | 17 dicembre 2003  | NEAT                                       |
| 90400 -               | 2003 YS26                | 18 dicembre 2003  | Spacewatch                                 |

## 90401-90500
| Nome                  | Designazione provvisoria | Data di scoperta | Scopritore                      |
| --------------------- | ------------------------ | ---------------- | ------------------------------- |
| 90401 -               | 2003 YJ43                | 19 dicembre 2003 | LINEAR                          |
| 90402 -               | 2003 YW43                | 19 dicembre 2003 | LINEAR                          |
| 90403 -               | 2003 YE45                | 21 dicembre 2003 | CSS                             |
| 90404 -               | 2003 YO53                | 19 dicembre 2003 | LINEAR                          |
| 90405 -               | 2003 YW53                | 19 dicembre 2003 | LINEAR                          |
| 90406 -               | 2003 YW61                | 19 dicembre 2003 | LINEAR                          |
| 90407 -               | 2003 YB73                | 18 dicembre 2003 | LINEAR                          |
| 90408 -               | 2003 YG79                | 18 dicembre 2003 | LINEAR                          |
| 90409 -               | 2003 YT80                | 18 dicembre 2003 | LINEAR                          |
| 90410 -               | 2003 YS84                | 19 dicembre 2003 | Spacewatch                      |
| 90411 -               | 2003 YH85                | 19 dicembre 2003 | LINEAR                          |
| 90412 -               | 2003 YY90                | 20 dicembre 2003 | LINEAR                          |
| 90413 -               | 2003 YD98                | 19 dicembre 2003 | LINEAR                          |
| 90414 Karpov          | 2003 YP110               | 19 dicembre 2003 | R. Ferrando                     |
| 90415 -               | 2003 YU113               | 23 dicembre 2003 | LINEAR                          |
| 90416 -               | 2003 YK118               | 28 dicembre 2003 | LINEAR                          |
| 90417 -               | 2003 YF137               | 27 dicembre 2003 | Spacewatch                      |
| 90418 -               | 2003 YJ137               | 27 dicembre 2003 | Spacewatch                      |
| 90419 -               | 2003 YA138               | 27 dicembre 2003 | LINEAR                          |
| 90420 -               | 2003 YX138               | 27 dicembre 2003 | Spacewatch                      |
| 90421 -               | 2003 YD139               | 27 dicembre 2003 | NEAT                            |
| 90422 -               | 2003 YJ142               | 28 dicembre 2003 | LINEAR                          |
| 90423 -               | 2003 YH149               | 29 dicembre 2003 | LINEAR                          |
| 90424 -               | 2003 YB152               | 29 dicembre 2003 | LINEAR                          |
| 90425 -               | 2004 AK2                 | 13 gennaio 2004  | LONEOS                          |
| 90426 -               | 2004 AL3                 | 13 gennaio 2004  | LONEOS                          |
| 90427 -               | 2004 BS1                 | 16 gennaio 2004  | NEAT                            |
| 90428 -               | 2004 BL30                | 18 gennaio 2004  | NEAT                            |
| 90429 Wetmore         | 2004 BW37                | 19 gennaio 2004  | CSS                             |
| 90430 -               | 2004 BM44                | 22 gennaio 2004  | LINEAR                          |
| 90431 -               | 2004 BY55                | 23 gennaio 2004  | LONEOS                          |
| 90432 -               | 2004 BG56                | 23 gennaio 2004  | LONEOS                          |
| 90433 -               | 2004 BD62                | 22 gennaio 2004  | LINEAR                          |
| 90434 -               | 2004 BF69                | 20 gennaio 2004  | J. V. McClusky                  |
| 90435 -               | 2004 BD74                | 24 gennaio 2004  | LINEAR                          |
| 90436 -               | 2004 BH81                | 26 gennaio 2004  | LONEOS                          |
| 90437 -               | 2004 BW82                | 23 gennaio 2004  | LINEAR                          |
| 90438 -               | 2004 BP83                | 22 gennaio 2004  | NEAT                            |
| 90439 -               | 2004 BS83                | 23 gennaio 2004  | LINEAR                          |
| 90440 -               | 2004 BV83                | 23 gennaio 2004  | LINEAR                          |
| 90441 -               | 2004 BC87                | 22 gennaio 2004  | LINEAR                          |
| 90442 -               | 2004 BR89                | 23 gennaio 2004  | LINEAR                          |
| 90443 -               | 2004 BS90                | 24 gennaio 2004  | LINEAR                          |
| 90444 -               | 2004 BQ95                | 28 gennaio 2004  | LINEAR                          |
| 90445 -               | 2004 BY101               | 29 gennaio 2004  | LINEAR                          |
| 90446 Truesdell       | 2004 BL107               | 28 gennaio 2004  | CSS                             |
| 90447 Emans           | 2004 BB109               | 28 gennaio 2004  | CSS                             |
| 90448                 | 2004 BB114               | 29 gennaio 2004  | LINEAR                          |
| 90449 Brucestephenson | 2004 BR116               | 27 gennaio 2004  | CSS                             |
| 90450 Cyriltyson      | 2004 BR117               | 28 gennaio 2004  | CSS                             |
| 90451 -               | 2004 BK122               | 31 gennaio 2004  | LINEAR                          |
| 90452 -               | 2004 BO122               | 29 gennaio 2004  | LINEAR                          |
| 90453 Shawnphillips   | 2004 CM                  | 6 febbraio 2004  | M. B. Schwartz, P. R. Holvorcem |
| 90454 -               | 2004 CV                  | 10 febbraio 2004 | W. K. Y. Yeung                  |
| 90455 Irenehernandez  | 2004 CU2                 | 12 febbraio 2004 | R. A. Tucker                    |
| 90456 -               | 2004 CV2                 | 13 febbraio 2004 | R. A. Tucker                    |
| 90457 -               | 2004 CY7                 | 10 febbraio 2004 | NEAT                            |
| 90458 -               | 2004 CM11                | 11 febbraio 2004 | NEAT                            |
| 90459 -               | 2004 CQ16                | 11 febbraio 2004 | NEAT                            |
| 90460 -               | 2004 CD35                | 13 febbraio 2004 | NEAT                            |
| 90461 Matthewgraham   | 2004 CS35                | 11 febbraio 2004 | CSS                             |
| 90462 -               | 2004 CA36                | 11 febbraio 2004 | NEAT                            |
| 90463 Johnrichard     | 2004 CS39                | 14 febbraio 2004 | D. S. Dixon                     |
| 90464 -               | 2004 CA42                | 10 febbraio 2004 | NEAT                            |
| 90465 -               | 2004 CT49                | 11 febbraio 2004 | Spacewatch                      |
| 90466 -               | 2004 CG80                | 11 febbraio 2004 | NEAT                            |
| 90467 -               | 2004 CU91                | 13 febbraio 2004 | NEAT                            |
| 90468 -               | 2004 CV91                | 14 febbraio 2004 | LINEAR                          |
| 90469 -               | 2004 CY94                | 12 febbraio 2004 | NEAT                            |
| 90470 -               | 2004 CH97                | 13 febbraio 2004 | NEAT                            |
| 90471 Andrewdrake     | 2004 CF98                | 14 febbraio 2004 | CSS                             |
| 90472 Mahabal         | 2004 CT99                | 15 febbraio 2004 | CSS                             |
| 90473 -               | 2004 CT102               | 12 febbraio 2004 | NEAT                            |
| 90474 -               | 2004 CU104               | 13 febbraio 2004 | NEAT                            |
| 90475 -               | 2004 CC105               | 13 febbraio 2004 | NEAT                            |
| 90476 -               | 2004 CE105               | 13 febbraio 2004 | NEAT                            |
| 90477 -               | 2004 CH106               | 14 febbraio 2004 | NEAT                            |
| 90478 -               | 2004 CX108               | 15 febbraio 2004 | NEAT                            |
| 90479 Donalek         | 2004 CC109               | 15 febbraio 2004 | CSS                             |
| 90480 Ulrich          | 2004 CG109               | 15 febbraio 2004 | CSS                             |
| 90481 Wollstonecraft  | 2004 DA                  | 16 febbraio 2004 | W. G. Dillon, D. Wells          |
| 90482 Orcus           | 2004 DW                  | 17 febbraio 2004 | M. E. Brown, C. A. Trujillo     |
| 90483 -               | 2004 DM4                 | 16 febbraio 2004 | Spacewatch                      |
| 90484 -               | 2004 DU6                 | 16 febbraio 2004 | Spacewatch                      |
| 90485 -               | 2004 DY6                 | 16 febbraio 2004 | Spacewatch                      |
| 90486 -               | 2004 DL12                | 17 febbraio 2004 | NEAT                            |
| 90487 Witherspoon     | 2004 DW12                | 16 febbraio 2004 | CSS                             |
| 90488 -               | 2004 DX12                | 16 febbraio 2004 | CSS                             |
| 90489 -               | 2004 DH19                | 17 febbraio 2004 | LINEAR                          |
| 90490 -               | 2004 DU20                | 17 febbraio 2004 | LINEAR                          |
| 90491 -               | 2004 DW22                | 18 febbraio 2004 | LINEAR                          |
| 90492 -               | 2004 DQ34                | 19 febbraio 2004 | LINEAR                          |
| 90493 -               | 2004 DM37                | 19 febbraio 2004 | LINEAR                          |
| 90494 -               | 2004 DY40                | 18 febbraio 2004 | LINEAR                          |
| 90495 -               | 2004 DW43                | 23 febbraio 2004 | LINEAR                          |
| 90496 -               | 2004 DH48                | 19 febbraio 2004 | LINEAR                          |
| 90497 -               | 2004 DH59                | 23 febbraio 2004 | LINEAR                          |
| 90498 -               | 2004 DC71                | 17 febbraio 2004 | LINEAR                          |
| 90499 -               | 2004 EC2                 | 12 marzo 2004    | NEAT                            |
| 90500 -               | 2004 EG4                 | 11 marzo 2004    | NEAT                            |

## 90501-90600
| Nome               | Designazione provvisoria | Data di scoperta  | Scopritore                                             |
| ------------------ | ------------------------ | ----------------- | ------------------------------------------------------ |
| 90501 -            | 2004 EM4                 | 11 marzo 2004     | NEAT                                                   |
| 90502 Buratti      | 2004 EM7                 | 12 marzo 2004     | NEAT                                                   |
| 90503 Japhethboyce | 2004 EP10                | 15 marzo 2004     | CSS                                                    |
| 90504 -            | 2004 EC14                | 11 marzo 2004     | NEAT                                                   |
| 90505 -            | 2004 EM16                | 12 marzo 2004     | Cordell-Lorenz                                         |
| 90506 -            | 2004 EU17                | 12 marzo 2004     | NEAT                                                   |
| 90507 -            | 2004 EY17                | 12 marzo 2004     | NEAT                                                   |
| 90508 -            | 2004 EE18                | 12 marzo 2004     | NEAT                                                   |
| 90509 -            | 2004 EN18                | 13 marzo 2004     | NEAT                                                   |
| 90510 -            | 2004 EW20                | 15 marzo 2004     | LINEAR                                                 |
| 90511 -            | 2004 EZ31                | 14 marzo 2004     | NEAT                                                   |
| 90512 -            | 2004 EF37                | 13 marzo 2004     | NEAT                                                   |
| 90513 -            | 2004 EZ37                | 14 marzo 2004     | NEAT                                                   |
| 90514 -            | 2004 EU42                | 15 marzo 2004     | LINEAR                                                 |
| 90515 -            | 2004 ES56                | 14 marzo 2004     | NEAT                                                   |
| 90516 -            | 2004 EO59                | 15 marzo 2004     | NEAT                                                   |
| 90517 -            | 2004 EF60                | 15 marzo 2004     | NEAT                                                   |
| 90518 -            | 2004 EL60                | 15 marzo 2004     | NEAT                                                   |
| 90519 -            | 2004 EA64                | 13 marzo 2004     | NEAT                                                   |
| 90520 -            | 2004 EZ65                | 14 marzo 2004     | LINEAR                                                 |
| 90521 -            | 2004 EK66                | 14 marzo 2004     | LINEAR                                                 |
| 90522 -            | 2004 EA74                | 15 marzo 2004     | LINEAR                                                 |
| 90523 -            | 2004 EX79                | 12 marzo 2004     | NEAT                                                   |
| 90524 -            | 2004 EV92                | 15 marzo 2004     | LINEAR                                                 |
| 90525 Karijanberg  | 2004 FB2                 | 17 marzo 2004     | J. W. Young                                            |
| 90526 Paullorenz   | 2004 FQ11                | 16 marzo 2004     | CSS                                                    |
| 90527 -            | 2004 FB15                | 16 marzo 2004     | Spacewatch                                             |
| 90528 Raywhite     | 2004 FE19                | 16 marzo 2004     | CSS                                                    |
| 90529 -            | 2004 FN19                | 16 marzo 2004     | LINEAR                                                 |
| 90530 -            | 2004 FX20                | 16 marzo 2004     | LINEAR                                                 |
| 90531 -            | 2004 FY25                | 17 marzo 2004     | LINEAR                                                 |
| 90532 -            | 2004 FC28                | 17 marzo 2004     | LINEAR                                                 |
| 90533 Laurentblind | 2004 FB29                | 28 marzo 2004     | C. Rinner                                              |
| 90534 -            | 2004 FW39                | 18 marzo 2004     | Spacewatch                                             |
| 90535 -            | 2004 FC42                | 17 marzo 2004     | CSS                                                    |
| 90536 -            | 2004 FU45                | 16 marzo 2004     | Spacewatch                                             |
| 90537 -            | 2004 FU46                | 17 marzo 2004     | CSS                                                    |
| 90538 -            | 2004 FE65                | 19 marzo 2004     | LINEAR                                                 |
| 90539 -            | 2004 FH68                | 20 marzo 2004     | LINEAR                                                 |
| 90540 -            | 2004 FH92                | 17 marzo 2004     | LINEAR                                                 |
| 90541 -            | 2004 FD93                | 19 marzo 2004     | LINEAR                                                 |
| 90542 -            | 2004 FG94                | 22 marzo 2004     | LINEAR                                                 |
| 90543 -            | 2004 FO94                | 18 marzo 2004     | NEAT                                                   |
| 90544 -            | 2004 FW95                | 23 marzo 2004     | LINEAR                                                 |
| 90545 -            | 2004 FG97                | 23 marzo 2004     | LINEAR                                                 |
| 90546 -            | 2004 FW109               | 24 marzo 2004     | LONEOS                                                 |
| 90547 -            | 2004 FY109               | 24 marzo 2004     | LONEOS                                                 |
| 90548 -            | 2004 FD110               | 24 marzo 2004     | LONEOS                                                 |
| 90549 -            | 2004 FP110               | 25 marzo 2004     | LONEOS                                                 |
| 90550 -            | 2004 FS116               | 23 marzo 2004     | LINEAR                                                 |
| 90551 -            | 2004 FR121               | 23 marzo 2004     | LINEAR                                                 |
| 90552 -            | 2004 FM124               | 27 marzo 2004     | LINEAR                                                 |
| 90553 -            | 2004 FQ126               | 27 marzo 2004     | LINEAR                                                 |
| 90554 -            | 2004 FE129               | 28 marzo 2004     | LINEAR                                                 |
| 90555 -            | 2004 FM131               | 22 marzo 2004     | LONEOS                                                 |
| 90556 -            | 2004 FO138               | 16 marzo 2004     | LINEAR                                                 |
| 90557 -            | 2004 FK141               | 27 marzo 2004     | LINEAR                                                 |
| 90558 -            | 2004 FV142               | 27 marzo 2004     | LONEOS                                                 |
| 90559 -            | 2004 FW142               | 27 marzo 2004     | LINEAR                                                 |
| 90560 -            | 2004 FY142               | 27 marzo 2004     | LINEAR                                                 |
| 90561 -            | 2004 FQ143               | 28 marzo 2004     | LINEAR                                                 |
| 90562 -            | 2004 FR143               | 28 marzo 2004     | LINEAR                                                 |
| 90563 -            | 2004 FL147               | 29 marzo 2004     | LINEAR                                                 |
| 90564 Markjarnyk   | 2004 GJ2                 | 12 aprile 2004    | SSS                                                    |
| 90565 -            | 2004 GA3                 | 9 aprile 2004     | NEAT                                                   |
| 90566 -            | 2004 GS5                 | 11 aprile 2004    | NEAT                                                   |
| 90567 -            | 2004 GC9                 | 12 aprile 2004    | LONEOS                                                 |
| (90568) 2004 GV9   | 2004 GV9                 | 13 aprile 2004    | NEAT                                                   |
| 90569 -            | 2004 GY14                | 14 aprile 2004    | Needville                                              |
| 90570 -            | 2004 GO15                | 14 aprile 2004    | LINEAR                                                 |
| 90571 -            | 2004 GQ15                | 14 aprile 2004    | LINEAR                                                 |
| 90572 -            | 2004 GN17                | 11 aprile 2004    | NEAT                                                   |
| 90573 -            | 2004 GH18                | 12 aprile 2004    | CSS                                                    |
| 90574 -            | 2004 GS21                | 11 aprile 2004    | NEAT                                                   |
| 90575 -            | 2004 GE23                | 12 aprile 2004    | Spacewatch                                             |
| 90576 -            | 2004 GA29                | 10 aprile 2004    | CSS                                                    |
| 90577 -            | 2004 GK33                | 12 aprile 2004    | NEAT                                                   |
| 90578 -            | 2004 GM36                | 13 aprile 2004    | NEAT                                                   |
| 90579 Gordonnelson | 2004 GF39                | 15 aprile 2004    | CSS                                                    |
| 90580 -            | 2004 GE73                | 15 aprile 2004    | LONEOS                                                 |
| 90581 -            | 2004 HJ6                 | 17 aprile 2004    | LINEAR                                                 |
| 90582 -            | 2004 HU28                | 20 aprile 2004    | LINEAR                                                 |
| 90583 -            | 2004 HW52                | 24 aprile 2004    | NEAT                                                   |
| 90584 -            | 2030 P-L                 | 24 settembre 1960 | C. J. van Houten, I. van Houten-Groeneveld, T. Gehrels |
| 90585 -            | 2032 P-L                 | 24 settembre 1960 | C. J. van Houten, I. van Houten-Groeneveld, T. Gehrels |
| 90586 -            | 2035 P-L                 | 24 settembre 1960 | C. J. van Houten, I. van Houten-Groeneveld, T. Gehrels |
| 90587 -            | 2182 P-L                 | 24 settembre 1960 | C. J. van Houten, I. van Houten-Groeneveld, T. Gehrels |
| 90588 -            | 2209 P-L                 | 24 settembre 1960 | C. J. van Houten, I. van Houten-Groeneveld, T. Gehrels |
| 90589 -            | 2587 P-L                 | 24 settembre 1960 | C. J. van Houten, I. van Houten-Groeneveld, T. Gehrels |
| 90590 -            | 2624 P-L                 | 24 settembre 1960 | C. J. van Houten, I. van Houten-Groeneveld, T. Gehrels |
| 90591 -            | 2659 P-L                 | 24 settembre 1960 | C. J. van Houten, I. van Houten-Groeneveld, T. Gehrels |
| 90592 -            | 2801 P-L                 | 24 settembre 1960 | C. J. van Houten, I. van Houten-Groeneveld, T. Gehrels |
| 90593 -            | 3003 P-L                 | 24 settembre 1960 | C. J. van Houten, I. van Houten-Groeneveld, T. Gehrels |
| 90594 -            | 3563 P-L                 | 17 ottobre 1960   | C. J. van Houten, I. van Houten-Groeneveld, T. Gehrels |
| 90595 -            | 4033 P-L                 | 24 settembre 1960 | C. J. van Houten, I. van Houten-Groeneveld, T. Gehrels |
| 90596 -            | 4229 P-L                 | 24 settembre 1960 | C. J. van Houten, I. van Houten-Groeneveld, T. Gehrels |
| 90597 -            | 4248 P-L                 | 24 settembre 1960 | C. J. van Houten, I. van Houten-Groeneveld, T. Gehrels |
| 90598 -            | 4253 P-L                 | 24 settembre 1960 | C. J. van Houten, I. van Houten-Groeneveld, T. Gehrels |
| 90599 -            | 4542 P-L                 | 24 settembre 1960 | C. J. van Houten, I. van Houten-Groeneveld, T. Gehrels |
| 90600 -            | 4560 P-L                 | 24 settembre 1960 | C. J. van Houten, I. van Houten-Groeneveld, T. Gehrels |

## 90601-90700
| Nome                   | Designazione provvisoria | Data di scoperta  | Scopritore                                             |
| ---------------------- | ------------------------ | ----------------- | ------------------------------------------------------ |
| 90601 -                | 4718 P-L                 | 24 settembre 1960 | C. J. van Houten, I. van Houten-Groeneveld, T. Gehrels |
| 90602 -                | 4757 P-L                 | 24 settembre 1960 | C. J. van Houten, I. van Houten-Groeneveld, T. Gehrels |
| 90603 -                | 4760 P-L                 | 24 settembre 1960 | C. J. van Houten, I. van Houten-Groeneveld, T. Gehrels |
| 90604 -                | 4813 P-L                 | 24 settembre 1960 | C. J. van Houten, I. van Houten-Groeneveld, T. Gehrels |
| 90605 -                | 4814 P-L                 | 24 settembre 1960 | C. J. van Houten, I. van Houten-Groeneveld, T. Gehrels |
| 90606 -                | 4879 P-L                 | 26 settembre 1960 | C. J. van Houten, I. van Houten-Groeneveld, T. Gehrels |
| 90607 -                | 4918 P-L                 | 24 settembre 1960 | C. J. van Houten, I. van Houten-Groeneveld, T. Gehrels |
| 90608 -                | 5020 P-L                 | 17 ottobre 1960   | C. J. van Houten, I. van Houten-Groeneveld, T. Gehrels |
| 90609 -                | 5027 P-L                 | 17 ottobre 1960   | C. J. van Houten, I. van Houten-Groeneveld, T. Gehrels |
| 90610 -                | 6098 P-L                 | 24 settembre 1960 | C. J. van Houten, I. van Houten-Groeneveld, T. Gehrels |
| 90611 -                | 6100 P-L                 | 24 settembre 1960 | C. J. van Houten, I. van Houten-Groeneveld, T. Gehrels |
| 90612 -                | 6132 P-L                 | 24 settembre 1960 | C. J. van Houten, I. van Houten-Groeneveld, T. Gehrels |
| 90613 -                | 6187 P-L                 | 24 settembre 1960 | C. J. van Houten, I. van Houten-Groeneveld, T. Gehrels |
| 90614 -                | 6646 P-L                 | 26 settembre 1960 | C. J. van Houten, I. van Houten-Groeneveld, T. Gehrels |
| 90615 -                | 6762 P-L                 | 24 settembre 1960 | C. J. van Houten, I. van Houten-Groeneveld, T. Gehrels |
| 90616 -                | 6835 P-L                 | 24 settembre 1960 | C. J. van Houten, I. van Houten-Groeneveld, T. Gehrels |
| 90617 -                | 9589 P-L                 | 17 ottobre 1960   | C. J. van Houten, I. van Houten-Groeneveld, T. Gehrels |
| 90618 -                | 1072 T-1                 | 25 marzo 1971     | C. J. van Houten, I. van Houten-Groeneveld, T. Gehrels |
| 90619 -                | 1227 T-1                 | 25 marzo 1971     | C. J. van Houten, I. van Houten-Groeneveld, T. Gehrels |
| 90620 -                | 4342 T-1                 | 26 marzo 1971     | C. J. van Houten, I. van Houten-Groeneveld, T. Gehrels |
| 90621 -                | 1007 T-2                 | 29 settembre 1973 | C. J. van Houten, I. van Houten-Groeneveld, T. Gehrels |
| 90622 -                | 1155 T-2                 | 29 settembre 1973 | C. J. van Houten, I. van Houten-Groeneveld, T. Gehrels |
| 90623 -                | 1202 T-2                 | 29 settembre 1973 | C. J. van Houten, I. van Houten-Groeneveld, T. Gehrels |
| 90624 -                | 1270 T-2                 | 29 settembre 1973 | C. J. van Houten, I. van Houten-Groeneveld, T. Gehrels |
| 90625 -                | 1336 T-2                 | 29 settembre 1973 | C. J. van Houten, I. van Houten-Groeneveld, T. Gehrels |
| 90626 -                | 1483 T-2                 | 29 settembre 1973 | C. J. van Houten, I. van Houten-Groeneveld, T. Gehrels |
| 90627 -                | 2090 T-2                 | 29 settembre 1973 | C. J. van Houten, I. van Houten-Groeneveld, T. Gehrels |
| 90628 -                | 2135 T-2                 | 29 settembre 1973 | C. J. van Houten, I. van Houten-Groeneveld, T. Gehrels |
| 90629 -                | 2149 T-2                 | 29 settembre 1973 | C. J. van Houten, I. van Houten-Groeneveld, T. Gehrels |
| 90630 -                | 2159 T-2                 | 29 settembre 1973 | C. J. van Houten, I. van Houten-Groeneveld, T. Gehrels |
| 90631 -                | 2213 T-2                 | 29 settembre 1973 | C. J. van Houten, I. van Houten-Groeneveld, T. Gehrels |
| 90632 -                | 2259 T-2                 | 29 settembre 1973 | C. J. van Houten, I. van Houten-Groeneveld, T. Gehrels |
| 90633 -                | 3040 T-2                 | 30 settembre 1973 | C. J. van Houten, I. van Houten-Groeneveld, T. Gehrels |
| 90634 -                | 3046 T-2                 | 30 settembre 1973 | C. J. van Houten, I. van Houten-Groeneveld, T. Gehrels |
| 90635 -                | 3068 T-2                 | 30 settembre 1973 | C. J. van Houten, I. van Houten-Groeneveld, T. Gehrels |
| 90636 -                | 3250 T-2                 | 30 settembre 1973 | C. J. van Houten, I. van Houten-Groeneveld, T. Gehrels |
| 90637 -                | 3340 T-2                 | 25 settembre 1973 | C. J. van Houten, I. van Houten-Groeneveld, T. Gehrels |
| 90638 -                | 4048 T-2                 | 29 settembre 1973 | C. J. van Houten, I. van Houten-Groeneveld, T. Gehrels |
| 90639 -                | 4151 T-2                 | 29 settembre 1973 | C. J. van Houten, I. van Houten-Groeneveld, T. Gehrels |
| 90640 -                | 4500 T-2                 | 30 settembre 1973 | C. J. van Houten, I. van Houten-Groeneveld, T. Gehrels |
| 90641 -                | 4570 T-2                 | 30 settembre 1973 | C. J. van Houten, I. van Houten-Groeneveld, T. Gehrels |
| 90642 -                | 5093 T-2                 | 25 settembre 1973 | C. J. van Houten, I. van Houten-Groeneveld, T. Gehrels |
| 90643 -                | 5166 T-2                 | 25 settembre 1973 | C. J. van Houten, I. van Houten-Groeneveld, T. Gehrels |
| 90644 -                | 5483 T-2                 | 30 settembre 1973 | C. J. van Houten, I. van Houten-Groeneveld, T. Gehrels |
| 90645 -                | 1004 T-3                 | 16 ottobre 1977   | C. J. van Houten, I. van Houten-Groeneveld, T. Gehrels |
| 90646 -                | 1008 T-3                 | 17 ottobre 1977   | C. J. van Houten, I. van Houten-Groeneveld, T. Gehrels |
| 90647 -                | 1016 T-3                 | 17 ottobre 1977   | C. J. van Houten, I. van Houten-Groeneveld, T. Gehrels |
| 90648 -                | 1030 T-3                 | 17 ottobre 1977   | C. J. van Houten, I. van Houten-Groeneveld, T. Gehrels |
| 90649 -                | 1041 T-3                 | 17 ottobre 1977   | C. J. van Houten, I. van Houten-Groeneveld, T. Gehrels |
| 90650 -                | 1112 T-3                 | 17 ottobre 1977   | C. J. van Houten, I. van Houten-Groeneveld, T. Gehrels |
| 90651 -                | 1219 T-3                 | 17 ottobre 1977   | C. J. van Houten, I. van Houten-Groeneveld, T. Gehrels |
| 90652 -                | 1224 T-3                 | 17 ottobre 1977   | C. J. van Houten, I. van Houten-Groeneveld, T. Gehrels |
| 90653 -                | 1904 T-3                 | 17 ottobre 1977   | C. J. van Houten, I. van Houten-Groeneveld, T. Gehrels |
| 90654 -                | 2067 T-3                 | 16 ottobre 1977   | C. J. van Houten, I. van Houten-Groeneveld, T. Gehrels |
| 90655 -                | 2144 T-3                 | 16 ottobre 1977   | C. J. van Houten, I. van Houten-Groeneveld, T. Gehrels |
| 90656 -                | 2399 T-3                 | 16 ottobre 1977   | C. J. van Houten, I. van Houten-Groeneveld, T. Gehrels |
| 90657 -                | 2414 T-3                 | 16 ottobre 1977   | C. J. van Houten, I. van Houten-Groeneveld, T. Gehrels |
| 90658 -                | 2455 T-3                 | 16 ottobre 1977   | C. J. van Houten, I. van Houten-Groeneveld, T. Gehrels |
| 90659 -                | 3175 T-3                 | 16 ottobre 1977   | C. J. van Houten, I. van Houten-Groeneveld, T. Gehrels |
| 90660 -                | 3314 T-3                 | 16 ottobre 1977   | C. J. van Houten, I. van Houten-Groeneveld, T. Gehrels |
| 90661 -                | 3853 T-3                 | 16 ottobre 1977   | C. J. van Houten, I. van Houten-Groeneveld, T. Gehrels |
| 90662 -                | 4087 T-3                 | 16 ottobre 1977   | C. J. van Houten, I. van Houten-Groeneveld, T. Gehrels |
| 90663 -                | 4257 T-3                 | 16 ottobre 1977   | C. J. van Houten, I. van Houten-Groeneveld, T. Gehrels |
| 90664 -                | 4283 T-3                 | 16 ottobre 1977   | C. J. van Houten, I. van Houten-Groeneveld, T. Gehrels |
| 90665 -                | 4299 T-3                 | 16 ottobre 1977   | C. J. van Houten, I. van Houten-Groeneveld, T. Gehrels |
| 90666 -                | 4374 T-3                 | 16 ottobre 1977   | C. J. van Houten, I. van Houten-Groeneveld, T. Gehrels |
| 90667 -                | 5011 T-3                 | 16 ottobre 1977   | C. J. van Houten, I. van Houten-Groeneveld, T. Gehrels |
| 90668 -                | 5075 T-3                 | 16 ottobre 1977   | C. J. van Houten, I. van Houten-Groeneveld, T. Gehrels |
| 90669 -                | 5181 T-3                 | 16 ottobre 1977   | C. J. van Houten, I. van Houten-Groeneveld, T. Gehrels |
| 90670 -                | 5183 T-3                 | 16 ottobre 1977   | C. J. van Houten, I. van Houten-Groeneveld, T. Gehrels |
| 90671 -                | 5728 T-3                 | 16 ottobre 1977   | C. J. van Houten, I. van Houten-Groeneveld, T. Gehrels |
| 90672 Metrorheinneckar | 1977 RH                  | 6 settembre 1977  | L. D. Schmadel                                         |
| 90673 -                | 1977 XK3                 | 7 dicembre 1977   | S. J. Bus                                              |
| 90674 -                | 1978 UD5                 | 27 ottobre 1978   | C. M. Olmstead                                         |
| 90675 -                | 1978 UQ6                 | 27 ottobre 1978   | C. M. Olmstead                                         |
| 90676 -                | 1978 VA9                 | 7 novembre 1978   | E. F. Helin, S. J. Bus                                 |
| 90677 -                | 1978 VN10                | 7 novembre 1978   | E. F. Helin, S. J. Bus                                 |
| 90678 -                | 1979 MC6                 | 25 giugno 1979    | E. F. Helin, S. J. Bus                                 |
| 90679 -                | 1979 MF6                 | 25 giugno 1979    | E. F. Helin, S. J. Bus                                 |
| 90680 -                | 1981 DE3                 | 28 febbraio 1981  | S. J. Bus                                              |
| 90681 -                | 1981 EG4                 | 2 marzo 1981      | S. J. Bus                                              |
| 90682 -                | 1981 EF6                 | 7 marzo 1981      | S. J. Bus                                              |
| 90683 -                | 1981 EQ6                 | 6 marzo 1981      | S. J. Bus                                              |
| 90684 -                | 1981 EY6                 | 6 marzo 1981      | S. J. Bus                                              |
| 90685 -                | 1981 ET9                 | 1 marzo 1981      | S. J. Bus                                              |
| 90686 -                | 1981 EF19                | 2 marzo 1981      | S. J. Bus                                              |
| 90687 -                | 1981 EY23                | 7 marzo 1981      | S. J. Bus                                              |
| 90688 -                | 1981 ED30                | 2 marzo 1981      | S. J. Bus                                              |
| 90689 -                | 1981 EA31                | 2 marzo 1981      | S. J. Bus                                              |
| 90690 -                | 1981 EK31                | 2 marzo 1981      | S. J. Bus                                              |
| 90691 -                | 1981 EA32                | 6 marzo 1981      | S. J. Bus                                              |
| 90692 -                | 1981 EJ33                | 1 marzo 1981      | S. J. Bus                                              |
| 90693 -                | 1981 EH37                | 1 marzo 1981      | S. J. Bus                                              |
| 90694 -                | 1981 EV37                | 1 marzo 1981      | S. J. Bus                                              |
| 90695 -                | 1981 ES39                | 2 marzo 1981      | S. J. Bus                                              |
| 90696 -                | 1981 EQ44                | 7 marzo 1981      | S. J. Bus                                              |
| 90697 -                | 1983 RH3                 | 1 settembre 1983  | H. Debehogne                                           |
| 90698 Kościuszko       | 1984 EA                  | 1 marzo 1984      | E. Bowell                                              |
| 90699 -                | 1986 QK                  | 25 agosto 1986    | H. Debehogne                                           |
| 90700 -                | 1986 QG2                 | 28 agosto 1986    | H. Debehogne                                           |

## 90701-90800
| Nome                  | Designazione provvisoria | Data di scoperta  | Scopritore                 |
| --------------------- | ------------------------ | ----------------- | -------------------------- |
| 90701 -               | 1986 RC5                 | 2 settembre 1986  | H. Debehogne               |
| 90702 -               | 1988 CN5                 | 13 febbraio 1988  | E. W. Elst                 |
| 90703 Indulgentia     | 1988 RO3                 | 8 settembre 1988  | F. Börngen                 |
| 90704 -               | 1988 RO12                | 14 settembre 1988 | S. J. Bus                  |
| 90705 -               | 1989 AZ5                 | 4 gennaio 1989    | R. H. McNaught             |
| 90706 -               | 1989 GN2                 | 3 aprile 1989     | E. W. Elst                 |
| 90707 -               | 1989 GW5                 | 3 aprile 1989     | E. W. Elst                 |
| 90708 -               | 1990 EU                  | 2 marzo 1990      | E. W. Elst                 |
| 90709 Wettin          | 1990 TX3                 | 12 ottobre 1990   | F. Börngen, L. D. Schmadel |
| 90710 -               | 1990 TF6                 | 9 ottobre 1990    | R. H. McNaught             |
| 90711 Stotternheim    | 1990 TB10                | 10 ottobre 1990   | F. Börngen, L. D. Schmadel |
| 90712 Wittelsbach     | 1990 TE13                | 12 ottobre 1990   | F. Börngen, L. D. Schmadel |
| 90713 Chajnantor      | 1990 VE3                 | 11 novembre 1990  | T. Seki                    |
| 90714 -               | 1990 VJ6                 | 15 novembre 1990  | E. W. Elst                 |
| 90715 -               | 1991 GE3                 | 8 aprile 1991     | E. W. Elst                 |
| 90716 -               | 1991 GY8                 | 8 aprile 1991     | E. W. Elst                 |
| 90717 Flanders        | 1991 PF3                 | 2 agosto 1991     | E. W. Elst                 |
| 90718 Castel Gandolfo | 1991 RW3                 | 12 settembre 1991 | F. Börngen, L. D. Schmadel |
| 90719 -               | 1991 RZ5                 | 13 settembre 1991 | H. E. Holt                 |
| 90720 -               | 1991 RS19                | 14 settembre 1991 | H. E. Holt                 |
| 90721 -               | 1991 RC29                | 13 settembre 1991 | H. E. Holt                 |
| 90722 -               | 1991 TE4                 | 10 ottobre 1991   | K. J. Lawrence             |
| 90723 -               | 1991 TN10                | 10 ottobre 1991   | Spacewatch                 |
| 90724 -               | 1991 VF8                 | 4 novembre 1991   | Spacewatch                 |
| 90725 -               | 1991 VJ8                 | 4 novembre 1991   | Spacewatch                 |
| 90726 -               | 1992 BE4                 | 29 gennaio 1992   | Spacewatch                 |
| 90727 -               | 1992 DP5                 | 29 febbraio 1992  | UESAC                      |
| 90728 -               | 1992 EW8                 | 2 marzo 1992      | UESAC                      |
| 90729 -               | 1992 ED21                | 2 marzo 1992      | UESAC                      |
| 90730 -               | 1992 EO23                | 2 marzo 1992      | UESAC                      |
| 90731 -               | 1992 OC                  | 26 luglio 1992    | R. H. McNaught             |
| 90732 Opdebeeck       | 1992 PO                  | 8 agosto 1992     | E. W. Elst                 |
| 90733 -               | 1993 BO8                 | 21 gennaio 1993   | Spacewatch                 |
| 90734 -               | 1993 FW6                 | 17 marzo 1993     | UESAC                      |
| 90735 -               | 1993 FC10                | 17 marzo 1993     | UESAC                      |
| 90736 -               | 1993 FB15                | 17 marzo 1993     | UESAC                      |
| 90737 -               | 1993 FQ15                | 17 marzo 1993     | UESAC                      |
| 90738 -               | 1993 FP21                | 21 marzo 1993     | UESAC                      |
| 90739 -               | 1993 FM31                | 19 marzo 1993     | UESAC                      |
| 90740 -               | 1993 FZ31                | 19 marzo 1993     | UESAC                      |
| 90741 -               | 1993 FE36                | 19 marzo 1993     | UESAC                      |
| 90742 -               | 1993 FX44                | 19 marzo 1993     | UESAC                      |
| 90743 -               | 1993 FE58                | 19 marzo 1993     | UESAC                      |
| 90744 -               | 1993 FT80                | 18 marzo 1993     | UESAC                      |
| 90745 -               | 1993 HW2                 | 19 aprile 1993    | Spacewatch                 |
| 90746 -               | 1993 NK1                 | 12 luglio 1993    | E. W. Elst                 |
| 90747 -               | 1993 PP2                 | 15 agosto 1993    | Spacewatch                 |
| 90748 -               | 1993 QL4                 | 18 agosto 1993    | E. W. Elst                 |
| 90749 -               | 1993 QZ7                 | 20 agosto 1993    | E. W. Elst                 |
| 90750 -               | 1993 QJ8                 | 20 agosto 1993    | E. W. Elst                 |
| 90751 -               | 1993 QE9                 | 20 agosto 1993    | E. W. Elst                 |
| 90752 -               | 1993 RJ1                 | 15 settembre 1993 | Spacewatch                 |
| 90753 -               | 1993 RX4                 | 15 settembre 1993 | E. W. Elst                 |
| 90754 -               | 1993 RY4                 | 15 settembre 1993 | E. W. Elst                 |
| 90755 -               | 1993 RT5                 | 15 settembre 1993 | E. W. Elst                 |
| 90756 -               | 1993 RH9                 | 14 settembre 1993 | H. Debehogne, E. W. Elst   |
| 90757 -               | 1993 RK13                | 14 settembre 1993 | H. Debehogne, E. W. Elst   |
| 90758 -               | 1993 RO14                | 15 settembre 1993 | E. W. Elst                 |
| 90759 -               | 1993 SZ6                 | 17 settembre 1993 | E. W. Elst                 |
| 90760 -               | 1993 SN10                | 22 settembre 1993 | H. Debehogne, E. W. Elst   |
| 90761 -               | 1993 SW13                | 16 settembre 1993 | H. Debehogne, E. W. Elst   |
| 90762 -               | 1993 TV3                 | 8 ottobre 1993    | Spacewatch                 |
| 90763 -               | 1993 TB6                 | 9 ottobre 1993    | Spacewatch                 |
| 90764 -               | 1993 TO6                 | 9 ottobre 1993    | Spacewatch                 |
| 90765 -               | 1993 TX14                | 9 ottobre 1993    | E. W. Elst                 |
| 90766 -               | 1993 TN16                | 9 ottobre 1993    | E. W. Elst                 |
| 90767 -               | 1993 TJ17                | 9 ottobre 1993    | E. W. Elst                 |
| 90768 -               | 1993 TV17                | 9 ottobre 1993    | E. W. Elst                 |
| 90769 -               | 1993 TO20                | 9 ottobre 1993    | E. W. Elst                 |
| 90770 -               | 1993 TV20                | 9 ottobre 1993    | E. W. Elst                 |
| 90771 -               | 1993 TU32                | 9 ottobre 1993    | E. W. Elst                 |
| 90772 -               | 1993 UH                  | 19 ottobre 1993   | E. F. Helin                |
| 90773 -               | 1993 UT1                 | 20 ottobre 1993   | Spacewatch                 |
| 90774 -               | 1993 UA5                 | 20 ottobre 1993   | E. W. Elst                 |
| 90775 -               | 1993 UE5                 | 20 ottobre 1993   | E. W. Elst                 |
| 90776 -               | 1993 VW2                 | 11 novembre 1993  | S. Ueda, H. Kaneda         |
| 90777 -               | 1993 XJ3                 | 10 dicembre 1993  | C. S. Shoemaker            |
| 90778 -               | 1994 CN3                 | 10 febbraio 1994  | Spacewatch                 |
| 90779 -               | 1994 CD14                | 8 febbraio 1994   | E. W. Elst                 |
| 90780 -               | 1994 CN17                | 8 febbraio 1994   | E. W. Elst                 |
| 90781 -               | 1994 EE6                 | 9 marzo 1994      | E. W. Elst                 |
| 90782 -               | 1994 GY3                 | 6 aprile 1994     | Spacewatch                 |
| 90783 -               | 1994 GU4                 | 6 aprile 1994     | Spacewatch                 |
| 90784 -               | 1994 HZ                  | 16 aprile 1994    | Spacewatch                 |
| 90785 -               | 1994 JU2                 | 2 maggio 1994     | Spacewatch                 |
| 90786 -               | 1994 PT17                | 10 agosto 1994    | E. W. Elst                 |
| 90787 -               | 1994 PO19                | 12 agosto 1994    | E. W. Elst                 |
| 90788 -               | 1994 PQ20                | 12 agosto 1994    | E. W. Elst                 |
| 90789 -               | 1994 PP22                | 12 agosto 1994    | E. W. Elst                 |
| 90790 -               | 1994 PA25                | 12 agosto 1994    | E. W. Elst                 |
| 90791 -               | 1994 PG32                | 12 agosto 1994    | E. W. Elst                 |
| 90792 -               | 1994 PC33                | 12 agosto 1994    | E. W. Elst                 |
| 90793 -               | 1994 PF38                | 10 agosto 1994    | E. W. Elst                 |
| 90794 -               | 1994 RK26                | 5 settembre 1994  | E. W. Elst                 |
| 90795 -               | 1994 ST2                 | 28 settembre 1994 | Spacewatch                 |
| 90796 -               | 1994 SC11                | 29 settembre 1994 | Spacewatch                 |
| 90797 -               | 1994 SU12                | 29 settembre 1994 | Spacewatch                 |
| 90798 -               | 1994 US5                 | 28 ottobre 1994   | Spacewatch                 |
| 90799 -               | 1994 UD8                 | 28 ottobre 1994   | Spacewatch                 |
| 90800 -               | 1994 UD9                 | 28 ottobre 1994   | Spacewatch                 |

## 90801-90900
| Nome                  | Designazione provvisoria | Data di scoperta  | Scopritore                       |
| --------------------- | ------------------------ | ----------------- | -------------------------------- |
| 90801 -               | 1994 VU5                 | 9 novembre 1994   | Spacewatch                       |
| 90802 -               | 1994 WY                  | 25 novembre 1994  | T. Kobayashi                     |
| 90803 -               | 1994 WG5                 | 28 novembre 1994  | Spacewatch                       |
| 90804 -               | 1994 WL8                 | 28 novembre 1994  | Spacewatch                       |
| 90805 -               | 1994 WP8                 | 28 novembre 1994  | Spacewatch                       |
| 90806 Rudaki          | 1995 AE                  | 4 gennaio 1995    | V. S. Casulli                    |
| 90807 -               | 1995 CF6                 | 1 febbraio 1995   | Spacewatch                       |
| 90808 -               | 1995 CM6                 | 1 febbraio 1995   | Spacewatch                       |
| 90809 -               | 1995 DX2                 | 24 febbraio 1995  | R. H. McNaught                   |
| 90810 -               | 1995 DY2                 | 24 febbraio 1995  | R. H. McNaught                   |
| 90811 -               | 1995 DC5                 | 22 febbraio 1995  | Spacewatch                       |
| 90812 -               | 1995 EH3                 | 2 marzo 1995      | Spacewatch                       |
| 90813 -               | 1995 ES7                 | 2 marzo 1995      | Spacewatch                       |
| 90814 -               | 1995 FV4                 | 23 marzo 1995     | Spacewatch                       |
| 90815 -               | 1995 FQ6                 | 23 marzo 1995     | Spacewatch                       |
| 90816 -               | 1995 OZ3                 | 22 luglio 1995    | Spacewatch                       |
| 90817 Doylehall       | 1995 RO                  | 1 settembre 1995  | AMOS                             |
| 90818 Daverichards    | 1995 RR                  | 14 settembre 1995 | AMOS                             |
| 90819 -               | 1995 SN                  | 18 settembre 1995 | L. Šarounová                     |
| 90820 McCann          | 1995 SS1                 | 20 settembre 1995 | AMOS                             |
| 90821 Augustsedláček  | 1995 SA2                 | 26 settembre 1995 | Kleť                             |
| 90822 -               | 1995 SR24                | 19 settembre 1995 | Spacewatch                       |
| 90823 -               | 1995 SX45                | 26 settembre 1995 | Spacewatch                       |
| 90824 -               | 1995 SF53                | 28 settembre 1995 | BAO Schmidt CCD Asteroid Program |
| 90825 Lizhensheng     | 1995 SU53                | 28 settembre 1995 | BAO Schmidt CCD Asteroid Program |
| 90826 Xuzhihong       | 1995 TL1                 | 14 ottobre 1995   | BAO Schmidt CCD Asteroid Program |
| 90827 -               | 1995 TU3                 | 15 ottobre 1995   | Spacewatch                       |
| 90828 -               | 1995 UH2                 | 23 ottobre 1995   | Kleť                             |
| 90829 -               | 1995 UY5                 | 21 ottobre 1995   | S. Ueda, H. Kaneda               |
| 90830 Beihang         | 1995 UX7                 | 25 ottobre 1995   | BAO Schmidt CCD Asteroid Program |
| 90831 -               | 1995 UL14                | 17 ottobre 1995   | Spacewatch                       |
| 90832 -               | 1995 UX14                | 17 ottobre 1995   | Spacewatch                       |
| 90833 -               | 1995 UQ18                | 18 ottobre 1995   | Spacewatch                       |
| 90834 -               | 1995 UR46                | 20 ottobre 1995   | E. W. Elst                       |
| 90835 -               | 1995 UT71                | 20 ottobre 1995   | Spacewatch                       |
| 90836 -               | 1995 VF3                 | 14 novembre 1995  | Spacewatch                       |
| 90837 Raoulvalentini  | 1995 WT4                 | 18 novembre 1995  | Osservatorio San Vittore         |
| 90838 -               | 1995 WD7                 | 21 novembre 1995  | T. Okuni                         |
| 90839 -               | 1995 WN7                 | 27 novembre 1995  | T. Kobayashi                     |
| 90840 -               | 1995 WY12                | 16 novembre 1995  | Spacewatch                       |
| 90841 -               | 1995 WT13                | 16 novembre 1995  | Spacewatch                       |
| 90842 -               | 1995 YZ4                 | 16 dicembre 1995  | Spacewatch                       |
| 90843 -               | 1995 YZ22                | 21 dicembre 1995  | NEAT                             |
| 90844 Todai           | 1996 AF3                 | 12 gennaio 1996   | Kiso                             |
| 90845 -               | 1996 BO6                 | 18 gennaio 1996   | Spacewatch                       |
| 90846 -               | 1996 DY                  | 21 febbraio 1996  | T. Kobayashi                     |
| 90847 -               | 1996 EJ3                 | 11 marzo 1996     | Spacewatch                       |
| 90848 -               | 1996 EP7                 | 11 marzo 1996     | Spacewatch                       |
| 90849 -               | 1996 EU9                 | 12 marzo 1996     | Spacewatch                       |
| 90850 -               | 1996 FM1                 | 16 marzo 1996     | AMOS                             |
| 90851 -               | 1996 GX                  | 7 aprile 1996     | BAO Schmidt CCD Asteroid Program |
| 90852 -               | 1996 GS4                 | 11 aprile 1996    | Spacewatch                       |
| 90853 -               | 1996 GF5                 | 11 aprile 1996    | Spacewatch                       |
| 90854 -               | 1996 GT8                 | 13 aprile 1996    | Spacewatch                       |
| 90855 -               | 1996 GZ8                 | 13 aprile 1996    | Spacewatch                       |
| 90856 -               | 1996 GL20                | 15 aprile 1996    | E. W. Elst                       |
| 90857 -               | 1996 HN8                 | 17 aprile 1996    | E. W. Elst                       |
| 90858 -               | 1996 HJ19                | 18 aprile 1996    | E. W. Elst                       |
| 90859 -               | 1996 HH20                | 18 aprile 1996    | E. W. Elst                       |
| 90860 -               | 1996 HP20                | 18 aprile 1996    | E. W. Elst                       |
| 90861 -               | 1996 JD                  | 7 maggio 1996     | P. G. Comba                      |
| 90862 -               | 1996 KM1                 | 22 maggio 1996    | R. H. McNaught, J. B. Child      |
| 90863 -               | 1996 QR1                 | 17 agosto 1996    | S. P. Laurie                     |
| 90864 -               | 1996 RJ1                 | 9 settembre 1996  | P. G. Comba                      |
| 90865 -               | 1996 RC11                | 8 settembre 1996  | Spacewatch                       |
| 90866 -               | 1996 RA28                | 10 settembre 1996 | Uppsala-DLR Trojan Survey        |
| 90867 -               | 1996 SX6                 | 21 settembre 1996 | BAO Schmidt CCD Asteroid Program |
| 90868 -               | 1996 SX7                 | 18 settembre 1996 | BAO Schmidt CCD Asteroid Program |
| 90869 -               | 1996 TC16                | 4 ottobre 1996    | Spacewatch                       |
| 90870 -               | 1996 TJ18                | 4 ottobre 1996    | Spacewatch                       |
| 90871 -               | 1996 TG19                | 4 ottobre 1996    | Spacewatch                       |
| 90872 -               | 1996 TZ40                | 8 ottobre 1996    | E. W. Elst                       |
| 90873 -               | 1996 TE44                | 6 ottobre 1996    | Spacewatch                       |
| 90874 -               | 1996 TX64                | 3 ottobre 1996    | E. W. Elst                       |
| 90875 Hoshitori       | 1996 VE1                 | 3 novembre 1996   | Saji                             |
| 90876 -               | 1996 VW4                 | 13 novembre 1996  | T. Kobayashi                     |
| 90877 -               | 1996 VQ5                 | 14 novembre 1996  | T. Urata                         |
| 90878 -               | 1996 VY37                | 1 novembre 1996   | BAO Schmidt CCD Asteroid Program |
| 90879 -               | 1996 WB1                 | 19 novembre 1996  | T. Kobayashi                     |
| 90880 -               | 1996 WZ2                 | 30 novembre 1996  | N. Sato                          |
| 90881 -               | 1996 XN6                 | 3 dicembre 1996   | Y. Shimizu, T. Urata             |
| 90882 -               | 1996 XB25                | 9 dicembre 1996   | Spacewatch                       |
| 90883 -               | 1996 XB26                | 8 dicembre 1996   | N. Sato                          |
| 90884 -               | 1996 XC36                | 12 dicembre 1996  | Spacewatch                       |
| 90885 -               | 1996 YR2                 | 29 dicembre 1996  | T. Kobayashi                     |
| 90886 -               | 1996 YT2                 | 18 dicembre 1996  | P. G. Comba                      |
| 90887 -               | 1997 AH2                 | 3 gennaio 1997    | T. Kobayashi                     |
| 90888 -               | 1997 AB3                 | 4 gennaio 1997    | T. Kobayashi                     |
| 90889 -               | 1997 AQ11                | 3 gennaio 1997    | Spacewatch                       |
| 90890 -               | 1997 AT12                | 10 gennaio 1997   | T. Kobayashi                     |
| 90891 -               | 1997 AE15                | 13 gennaio 1997   | T. Kobayashi                     |
| 90892 Betlémská kaple | 1997 BC                  | 16 gennaio 1997   | Kleť                             |
| 90893 -               | 1997 BE                  | 16 gennaio 1997   | Kleť                             |
| 90894 -               | 1997 BF2                 | 28 gennaio 1997   | Farra d'Isonzo                   |
| 90895 -               | 1997 CC2                 | 2 febbraio 1997   | Spacewatch                       |
| 90896 -               | 1997 CJ3                 | 3 febbraio 1997   | NEAT                             |
| 90897 -               | 1997 CF6                 | 1 febbraio 1997   | BAO Schmidt CCD Asteroid Program |
| 90898 -               | 1997 CQ19                | 11 febbraio 1997  | T. Kobayashi                     |
| 90899 -               | 1997 EL1                 | 3 marzo 1997      | Spacewatch                       |
| 90900 -               | 1997 EA2                 | 4 marzo 1997      | Spacewatch                       |

## 90901-91000
| Nome              | Designazione provvisoria | Data di scoperta  | Scopritore                       |
| ----------------- | ------------------------ | ----------------- | -------------------------------- |
| 90901 -           | 1997 EJ5                 | 4 marzo 1997      | Spacewatch                       |
| 90902 -           | 1997 EO5                 | 4 marzo 1997      | Spacewatch                       |
| 90903 -           | 1997 EH9                 | 2 marzo 1997      | Spacewatch                       |
| 90904 -           | 1997 EQ11                | 4 marzo 1997      | BAO Schmidt CCD Asteroid Program |
| 90905 -           | 1997 EJ21                | 4 marzo 1997      | Spacewatch                       |
| 90906 -           | 1997 EV36                | 5 marzo 1997      | LINEAR                           |
| 90907 -           | 1997 GX                  | 3 aprile 1997     | Kleť                             |
| 90908 -           | 1997 GJ1                 | 2 aprile 1997     | Spacewatch                       |
| 90909 -           | 1997 GD3                 | 7 aprile 1997     | Spacewatch                       |
| 90910 -           | 1997 GF6                 | 2 aprile 1997     | LINEAR                           |
| 90911 -           | 1997 GF13                | 3 aprile 1997     | LINEAR                           |
| 90912 -           | 1997 GQ33                | 3 aprile 1997     | LINEAR                           |
| 90913 -           | 1997 HK7                 | 30 aprile 1997    | LINEAR                           |
| 90914 -           | 1997 HQ11                | 30 aprile 1997    | LINEAR                           |
| 90915 -           | 1997 HP13                | 30 aprile 1997    | LINEAR                           |
| 90916 -           | 1997 LR                  | 1 giugno 1997     | Spacewatch                       |
| 90917 -           | 1997 NU2                 | 2 luglio 1997     | Spacewatch                       |
| 90918 Jasinski    | 1997 PF1                 | 2 agosto 1997     | A. Klotz                         |
| 90919 Luoliaofu   | 1997 PA5                 | 11 agosto 1997    | BAO Schmidt CCD Asteroid Program |
| 90920 -           | 1997 QM3                 | 30 agosto 1997    | ODAS                             |
| 90921 -           | 1997 QP4                 | 22 agosto 1997    | F. B. Zoltowski                  |
| 90922 -           | 1997 RN2                 | 4 settembre 1997  | ODAS                             |
| 90923 -           | 1997 RV3                 | 1 settembre 1997  | ODAS                             |
| 90924 -           | 1997 RX3                 | 1 settembre 1997  | ODAS                             |
| 90925 -           | 1997 RK5                 | 8 settembre 1997  | H. Abe                           |
| 90926 Stáhalík    | 1997 SH1                 | 22 settembre 1997 | Kleť                             |
| 90927 -           | 1997 SU4                 | 25 settembre 1997 | L. Lai                           |
| 90928 -           | 1997 SS8                 | 27 settembre 1997 | Spacewatch                       |
| 90929 -           | 1997 SQ18                | 28 settembre 1997 | Spacewatch                       |
| 90930 -           | 1997 SL24                | 30 settembre 1997 | Spacewatch                       |
| 90931 -           | 1997 SR32                | 30 settembre 1997 | BAO Schmidt CCD Asteroid Program |
| 90932 -           | 1997 TC1                 | 3 ottobre 1997    | ODAS                             |
| 90933 -           | 1997 TX7                 | 5 ottobre 1997    | Kleť                             |
| 90934 -           | 1997 TD10                | 6 ottobre 1997    | P. Pravec                        |
| 90935 -           | 1997 TW17                | 6 ottobre 1997    | K. Endate, K. Watanabe           |
| 90936 Neronet     | 1997 TN19                | 11 ottobre 1997   | L. Šarounová                     |
| 90937 Josefdufek  | 1997 TP19                | 11 ottobre 1997   | L. Šarounová                     |
| 90938 -           | 1997 TE22                | 5 ottobre 1997    | Spacewatch                       |
| 90939 -           | 1997 TV22                | 6 ottobre 1997    | Spacewatch                       |
| 90940 -           | 1997 TR23                | 9 ottobre 1997    | Spacewatch                       |
| 90941 -           | 1997 TW23                | 11 ottobre 1997   | Spacewatch                       |
| 90942 -           | 1997 TS24                | 9 ottobre 1997    | BAO Schmidt CCD Asteroid Program |
| 90943 -           | 1997 UX2                 | 24 ottobre 1997   | P. G. Comba                      |
| 90944 Pujol       | 1997 UG3                 | 25 ottobre 1997   | A. Klotz                         |
| 90945 -           | 1997 UE5                 | 22 ottobre 1997   | BAO Schmidt CCD Asteroid Program |
| 90946 -           | 1997 UX16                | 25 ottobre 1997   | Spacewatch                       |
| 90947 -           | 1997 UD24                | 30 ottobre 1997   | B. A. Skiff                      |
| 90948 -           | 1997 VF4                 | 6 novembre 1997   | T. Kobayashi                     |
| 90949 -           | 1997 VB5                 | 6 novembre 1997   | Y. Shimizu, T. Urata             |
| 90950 -           | 1997 VH5                 | 8 novembre 1997   | T. Kobayashi                     |
| 90951 -           | 1997 VX6                 | 6 novembre 1997   | N. Sato                          |
| 90952 -           | 1997 VD7                 | 1 novembre 1997   | BAO Schmidt CCD Asteroid Program |
| 90953 Hideosaitou | 1997 VA9                 | 7 novembre 1997   | T. Okuni                         |
| 90954 -           | 1997 WW1                 | 19 novembre 1997  | T. Kobayashi                     |
| 90955 -           | 1997 WB2                 | 19 novembre 1997  | N. Sato                          |
| 90956 -           | 1997 WB3                 | 23 novembre 1997  | T. Kobayashi                     |
| 90957 -           | 1997 WS4                 | 20 novembre 1997  | Spacewatch                       |
| 90958 -           | 1997 WQ12                | 23 novembre 1997  | Spacewatch                       |
| 90959 -           | 1997 WW14                | 23 novembre 1997  | Spacewatch                       |
| 90960 -           | 1997 WH16                | 28 novembre 1997  | NEAT                             |
| 90961 -           | 1997 WY17                | 23 novembre 1997  | Spacewatch                       |
| 90962 -           | 1997 WE19                | 24 novembre 1997  | Spacewatch                       |
| 90963 -           | 1997 WW20                | 29 novembre 1997  | Spacewatch                       |
| 90964 -           | 1997 WF22                | 28 novembre 1997  | BAO Schmidt CCD Asteroid Program |
| 90965 -           | 1997 WC23                | 25 novembre 1997  | Spacewatch                       |
| 90966 -           | 1997 WN24                | 28 novembre 1997  | Spacewatch                       |
| 90967 -           | 1997 WV27                | 29 novembre 1997  | Spacewatch                       |
| 90968 -           | 1997 WG28                | 29 novembre 1997  | Spacewatch                       |
| 90969 -           | 1997 WR33                | 29 novembre 1997  | LINEAR                           |
| 90970 -           | 1997 WY34                | 29 novembre 1997  | LINEAR                           |
| 90971 -           | 1997 WR35                | 29 novembre 1997  | LINEAR                           |
| 90972 -           | 1997 WX35                | 29 novembre 1997  | LINEAR                           |
| 90973 -           | 1997 WA36                | 29 novembre 1997  | LINEAR                           |
| 90974 -           | 1997 WH36                | 29 novembre 1997  | LINEAR                           |
| 90975 -           | 1997 WF37                | 29 novembre 1997  | LINEAR                           |
| 90976 -           | 1997 WH38                | 29 novembre 1997  | LINEAR                           |
| 90977 -           | 1997 WS41                | 29 novembre 1997  | LINEAR                           |
| 90978 -           | 1997 WY45                | 26 novembre 1997  | LINEAR                           |
| 90979 -           | 1997 WS49                | 26 novembre 1997  | LINEAR                           |
| 90980 -           | 1997 WM53                | 29 novembre 1997  | LINEAR                           |
| 90981 -           | 1997 WY54                | 29 novembre 1997  | LINEAR                           |
| 90982 -           | 1997 XE2                 | 3 dicembre 1997   | N. Sato                          |
| 90983 -           | 1997 XU5                 | 6 dicembre 1997   | P. Antonini                      |
| 90984 -           | 1997 XF6                 | 5 dicembre 1997   | ODAS                             |
| 90985 -           | 1997 XQ6                 | 5 dicembre 1997   | ODAS                             |
| 90986 -           | 1997 XS10                | 8 dicembre 1997   | BAO Schmidt CCD Asteroid Program |
| 90987 -           | 1997 XM11                | 15 dicembre 1997  | BAO Schmidt CCD Asteroid Program |
| 90988 -           | 1997 XS13                | 4 dicembre 1997   | Uppsala-DLR Trojan Survey        |
| 90989 -           | 1997 YP                  | 20 dicembre 1997  | T. Kobayashi                     |
| 90990 -           | 1997 YT3                 | 22 dicembre 1997  | BAO Schmidt CCD Asteroid Program |
| 90991 -           | 1997 YU10                | 24 dicembre 1997  | BAO Schmidt CCD Asteroid Program |
| 90992 -           | 1997 YW10                | 24 dicembre 1997  | BAO Schmidt CCD Asteroid Program |
| 90993 -           | 1997 YA15                | 28 dicembre 1997  | Spacewatch                       |
| 90994 -           | 1997 YH18                | 29 dicembre 1997  | BAO Schmidt CCD Asteroid Program |
| 90995 -           | 1998 AK                  | 2 gennaio 1998    | Y. Shimizu, T. Urata             |
| 90996 -           | 1998 AQ7                 | 8 gennaio 1998    | A. Galád, A. Pravda              |
| 90997 -           | 1998 BC                  | 16 gennaio 1998   | T. Kobayashi                     |
| 90998 -           | 1998 BU                  | 19 gennaio 1998   | T. Kobayashi                     |
| 90999 -           | 1998 BE6                 | 22 gennaio 1998   | Spacewatch                       |
| 91000 -           | 1998 BO7                 | 24 gennaio 1998   | NEAT                             |